# Erbiceni
Erbiceni – wieś w Rumunii, w okręgu Jassy, w gminie Erbiceni. W 2011 roku liczyła 2509 mieszkańców.